# Discovery Atlas
Discovery Atlas é uma série de documentários transmitida pelo Discovery Channel. O tema dos documentários são diversas culturas e povos de diferentes países do mundo.

## Capítulos
China Revealed (2006);
Italy Revealed (2006);
Brazil Revealed  (2006);
Australia Revealed  (2006);
Mexico Revealed  (2007);
South Africa Revealed  (2007);
India Revealed  (2007);
France Revealed  (2008);
Japan Revealed  (2008);
Egypt Revealed  (2008);
Russia Revealed  (2008).